# Donant la nota 2
Donant la nota 2 (originalment en anglès, Pitch Perfect 2) és una pel·lícula de comèdia musical estatunidenca del 2015 dirigida i produïda per Elizabeth Banks (en el seu debut com a directora) i escrita per Kay Cannon. És una seqüela de la pel·lícula Pitch Perfect del 2012 i la segona entrega de la sèrie de pel·lícules homònimes. La pel·lícula se centra en la fictícia Universitat de Barden, on un grup de cant a cappella format per dones intenta vèncer un grup musical alemany competidor en un campionat mundial de cant. La pel·lícula compta amb Anna Kendrick, Rebel Wilson, Brittany Snow, Skylar Astin, Adam DeVine, Anna Camp, Ben Platt, Hana Mae Lee, Alexis Knapp, Ester Dean, Kelly Jakle, Shelley Regner, John Michael Higgins i Banks repetint els papers de la pel·lícula anterior. A més, s'hi uneixen Hailee Steinfeld, Katey Sagal, Birgitte Hjort Sørensen i Flula Borg. Ha estat doblada alcatalà per TV3, que va emetre-la per primer cop el 16 de desembre de 2022.
Es va estrenar als Estats Units el 15 de maig de 2015 a càrrec d'Universal Pictures. La pel·lícula va rebre crítiques generalment positives i va recaptar més de 287 milions de dòlars a tot el món. Va superar el total brut de la pel·lícula original (115,4 milions de dòlars) en cinc dies, i també es va convertir en la pel·lícula de comèdia musical més taquillera de tots els temps, tot superant School of Rock (131,3 milions de dòlars). Una seqüela, Pitch Perfect 3, es va publicar el 22 de desembre de 2017.

## Repartiment
- Anna Kendrick com a Beca Mitchell
- Rebel Wilson com a Patricia Hobart
- Hailee Steinfeld com a Emily Junk
- Brittany Snow com a Chloe Beale
- Skylar Astin com a Jesse Swanson
- Adam DeVine com a Bumper Allen
- Katey Sagal com a Katherine Junk
- Anna Camp com a Aubrey Posen
- Ben Platt com a Benji Applebaum
- Hana Mae Lee com a Lilly Onakuramara
- Alexis Knapp com a Stacie Conrad
- Ester Dean com a Cynthia Rose Adams
- Chrissie Fit com a Florencia "Flo" Fuentes
- Birgitte Hjort Sørensen com a comissària
- Flula Borg com a Pieter Krämer
- Kelley Jakle com a Jessica
- Shelley Regner com Ashley
- Reggie Watts, John Hodgman, Jason Jones i Joe Lo Truglio com a cantants de Tone Hanger
- John Michael Higgins com a John Smith
- Elizabeth Banks com a Gail Abernathy-McKadden-Feinberger